# Ta’ Ħaġrat
Ta’ Ħaġrat – stanowisko archeologiczne na Malcie, na obrzeżach miejscowości Mġarr. Zachowały się tu pozostałości megalitycznych świątyń, datowanych na IV i III tysiąclecie p.n.e. Kompleks został odkryty w 1925 roku przez sir Themistoclesa Zammita. W 1992 roku obiekt wpisano na listę światowego dziedzictwa UNESCO. Choć jest mniejsza od okolicznych świątyń, Ta’ Ħaġrat jest najlepiej zachowaną budowlą megalityczną w północnej części wyspy.
Kompleks Ta’ Ħaġrat składa się z dwóch budowli sakralnych: większej Świątyni Południowej i mniejszej Świątyni Północnej. Do obecnych czasów w dobrym stanie zachowała się fasada Świątyni Południowej wraz ze sklepionym wejściem trylitycznym. Wokół posiadającego kamienną podłogę prostokątnego dziedzińca znajdują się wejścia do trzech apsyd. Plan budowli przypomina liść koniczyny.
Do głównej budowli przylega znacznie mniejsza Świątynia Północna. Choć charakteryzuje ją znacznie prostszy układ przestrzenny, badania archeologiczne wykazały, iż powstała około 500 lat później niż Świątynia Południowa. Północna część kompleksu mogła więc pełnić jedynie funkcję pomocniczą. Pomiędzy świątyniami zachował się fragment schodów, które w przeszłości umożliwiały dostęp na wyższy poziom lub do małego pomieszczenia w ścianie. Schody mogły prowadzić również na dach.
Na terenie kompleksu świątynnego nie znaleziono zdobionych płyt kamiennych. Najcenniejszym znaleziskiem archeologicznym z Ta’ Ħaġrat jest mały trójwymiarowy model świątyni. Wykonany z kamienia model ma 4,5 cm długości i 3,7 cm szerokości. Przedstawia owalną budowlę z trylitycznym portalem składającym się dwóch jednorodnych płyt tworzących ościeże oraz jednej na nadprożu. Na terenie stanowiska archeologicznego znaleziono również fragmenty wyrobów garncarskich. Pochodzą one prawdopodobnie z początku IV tysiąclecia p.n.e. Wówczas na tym terenie znajdowała się wieś, której zabudowania zburzono w czasie wznoszenia kompleksu świątynnego. Mur otaczający świątynię powstał prawdopodobnie w późniejszym okresie, o czym świadczą znalezione w nim fragmenty naczyń.
Świątynia została wpisana na listę National Inventory of the Cultural Property of the Maltese Islands pod numerem 00011.